# Aeropuerto de Odense
El Aeropuerto de Odense (en danés, Odense Lufthavn, o también conocido como Beldringe Lufthavn) (IATA: ODE, OACI: EKOD) es un pequeño aeropuerto que da servicio a la ciudad danesa de Odense. Está localizado en la aldea de Beldringe, nornoroeste de la ciudad. El campo de vuelos fue construido con propósitos militares a comienzos de los 40 durante la ocupación de Dinamarca por los alemanes. 
El aeropuerto efectuó vuelos de cabotaje inicialmente a Copenhague, pero Mærsk Air canceló esa ruta tras la apertura del Gran Cinturón de Conexión. Las operaciones gubernamentales del aeropuerto fueron canceladas en 1998, y las operaciones fueron operadas en exclusiva por una empresa limitada compuesta de la provincia de Fionia y los municipios de Odense, Bogense, Munkebo, Søndersø, y Otterup. Desde el 1 de enero de 2007, es propiedad de Odense (84.38 %), Nordfyn (12.94 %) y Kerteminde (2.68 %).
En 2000, se creó la compañía Plane Station Denmark A/S para gestionar el aeropuerto. La empresa fue más tarde cancelada tras las declaraciones de los políticos sobre el reducido número de vuelos en las instalaciones, y la gestión fue retomada por el condado y los municipios. 
El aeropuerto sólo posee vuelos regulares en la temporada de verano. En 2006, comenzaron los vuelos entre Odense y el norte de Italia y en 2007, comenzó una nueva ruta entre Odense y Nimes, Francia.
En 2007, la pista fue ampliada a los 2.000 metros. En 2008, Falk Lauritsen y Apollo Rejser comenzaron vuelos de verano semanales a La Canea, Grecia con un Airbus A320 de Iberworld y Gislev Rejser reemplazó el vuelo a Nimes con una ruta a Béziers, Francia.

## Aerolíneas y destinos

### Destinos internacionales
| Ciudades por países | Nombre del aeropuerto                      | Aerolíneas                                           |
| Europa              | Europa                                     | Europa                                               |
| ------------------- | ------------------------------------------ | ---------------------------------------------------- |
| España              |                                            |                                                      |
| Palma de Mallorca   | Aeropuerto de Palma de Mallorca            | Sunclass Airlines (chárter estacional)               |
| Grecia              |                                            |                                                      |
| Rodas               | Aeropuerto Internacional de Rodas-Diágoras | Braathens International Airways (chárter estacional) |

## Información del aeropuerto
Odense Lufthavn S.m.b.a.
Lufthavnsvej 131
DK-5270 Odense N
Dinamarca